# فولفغانغ ويسليس
فولفغانغ ويسليس (بالألمانية: Wolfgang Wessels)‏ هو عالم سياسة واقتصادي ألماني، ولد في 19 يناير 1948 في كولونيا في ألمانيا.